# Children of Morta
Children of Morta es un videojuego enmarcado dentro de los géneros de Hack and Slash, Rogue-like y Action RPG, desarrollado por el estudio Dead Mage. El videojuego fue lanzado el 3 de septiembre de 2019 en la plataforma Steam y el 15 de octubre de 2019 en Play Station 4, Xbox One y Nintendo Switch.
La historia de Children of Morta cuenta las vivencias de los Bergson, una familia numerosa que se ha encargado durante generaciones de defender las tierras de Morta de una amenaza llamada "La Corrupción" que asola los bosques y ciudades creando bestias sedientas de sangre. La manera de contar su historia ha sido valorada por medios como Vandal como uno de los aspectos más distintivos del juego.

## Modo de juego
Children of Morta combina el combate y la exploración de mazmorras procedurales con un espacio familiar en el que observar el día a día de la familia Bergson. La estructura de juego está dividida en 3 áreas diferenciadas que a su vez se dividen en varias subáreas. Para avanzar, los jugadores tienen que explorar dichas subáreas hasta encontrar la base del Jefe de la zona y vencerlo para desbloquear el siguiente nivel. Para esto, los jugadores podrán escoger entre los distintos miembros de la familia Bergson. En el modo cooperativo, dos jugadores podrán controlar a dos parientes de manera simultánea.  Al mismo tiempo, tras la exploración y el combate, podremos ver escenas cotidianas de la familia en su hogar, aprendiendo sobre sus relaciones y sobre la historia del mundo de Morta, combinando el apartado narrativo con la jugabilidad.

## Personajes jugables
Los personajes jugables de Children of Morta serán los miembros de la familia Bergson. Antes de cada partida, el jugador deberá escoger con cual de ellos aventurarse en las mazmorras. Cada personaje tendrá características únicas que cambiarán la manera de afrontarse a los distintos niveles del juego.
| Nombre | Descripción |
| ------ | --- |
| John   | El padre de la familia Bergson. Un hombre responsable y protector, cuya fuerza está siempre al servicio de su familia. Su espada hace un daño devastador tanto de cerca como a distancia y su escudo aguanta los golpes más duros a cambio de perder velocidad de movimiento.                                                       |
| Linda  | La mayor de las hijas de los Bergson. Valiente y protectora, suele salir de caza con su padre. La música es su pasión y la combinará con su gran habilidad con el arco. Sus golpes no serán los más fuertes, pero es capaz de aturdir a sus enemigos para acto seguido fulminarles con una ráfaga de flechazos.                     |
| Kevin  | El tercero de los Bergson. Su carácter activo siempre ha preocupado a su madre. Él quiere aportar a la familia igual que sus hermanos mayores, y por eso su tío le forjó unas dagas que aprovechan al máximo su potencial. Sus ataques críticos y rápidos compensan su poca salud. Perfecto para los combates en grupo.             |
| Lucy   | La pequeña de los Bergson. Activa y salvaje, Lucy aprovechó su potencial para controlar el fuego gracias a las enseñanzas de su abuela. Un imparable demonio ígneo en combate, que combina velocidad de ataque con los escudos protectores de su familia para provocar un daño atroz a "La Corrupción".                             |
| Mark   | El mayor de los hijos de los Bergson. Se fue hace años a estudiar y perfeccionar sus habilidades de combate en un monasterio. Ahora ha vuelto para ayudar a su familia a enfrentarse a "La Corrupción". Sus ataques basados en puñetazos y patadas son extremadamente contundentes, a pesar de dejarle muy expuesto.                |
| Joey   | Bonachón y gigante a partes iguales, Joey es el hijo del tío Ben. Su fuerza inspiró a los hermanos Bergson para mejorar sus habilidades de combate. Su martillo es el arma más destructiva de todos los parientes. El peso de sus ataques aplasta a sus enemigos, pero ralentiza al gigante en el resto de acciones.                |
| Apan   | Una viajera llegada del norte de Morta. Tras un aterrizaje forzoso, la familia la acogió como una más y ella les defiende y enseña como si hubiese nacido entre ellos. Sus habilidades mágicas permiten el ataque a media distancia, al mismo tiempo que sus conocimientos médicos ayudarán a los Bergson siempre que lo necesiten. |

## DLC
| Nombre                | Precio   | Fecha de lanzamiento | Contenido |
| --------------------- | -------- | -------------------- | --- |
| Apan, The Clan Mother | Gratuito | 29 de junio de 2020  | Este DLC gratuito trajo consigo el primer personaje jugable extra al mundo de Children of Morta. Junto a ella, se añadieron también 32 runas específicas de personaje, 9 escenas para complementar la historia del juego, varios ajustes de HUD y UI y la corrección de errores adicionales. |
| Treasure Pack         | Gratuito | 24 de agosto de 2020 | Este DLC gratuito añadió al juego 6 gracias divinas, 8 nuevos objetos consumibles y 12 nuevas reliquias divinas. |
| Paws and Claws        | 3,99€    | 24 de agosto de 2020 | Este DLC de pago añadió un sistema de refugio de animales, con el cual los jugadores podrán recoger animales de los distintos niveles del juego y hospedarlos en su casa. Al mismo tiempo, Paws and Claws añadió una selección de fauna local con el objetivo de dar vida a las áreas del juego. Se añadió también una mecánica para alimentar a los animales del refugio a cambio de beneficios en el juego asociados a aumentos de experiencia, ataque o defensa, entre otros. También se incluyeron varios eventos interactivos y más de 100 nuevas animaciones para los animales. Además, con este DLC se anunció que todos los beneficios obtenidos se destinarían a la protectora de animales Humane Society International. |